# شهرستان الکساندروفسکی، استان اورنبورگ
شهرستان الکساندروفسکی (به لاتین: Alexandrovsky District) یک شهرستان در روسیه است که در استان اورنبورگ واقع شده‌است.